# Пикунов, Александр Степанович
Алекса́ндр Степа́нович Пикуно́в (10 января 1923, Князево, Башкирская АССР — 14 января 2012, Уфа) — советский военный. Участник Великой Отечественной войны. Герой Советского Союза (1945). Подполковник запаса (2000). Полковник внутренней службы (1979).

## Биография
Александр Степанович Пикунов родился 10 января 1923 года в крестьянской семье в деревне Князево Уфимского кантона Башкирской Автономной Советской Социалистической Республики РСФСР, ныне деревня входит в состав Калининского района города Уфы Городского округа город Уфа Республики Башкортостан Российской Федерации. Русский.
Окончил семилетнюю сельскую школу (ныне школа № 78 Калининского района города Уфы). После школы поступил в Уфимский геолого-разведочный техникум, однако после окончания двух курсов по семейным обстоятельствам вынужден был вернуться в родную деревню. Продолжил обучение в колхозно-совхозной школе соседнего рабочего посёлка Шакша (ныне в Калининском районе города Уфы), которую окончил в июне 1941 года. Работал техником-землеустроителем в земельном отделе исполкома Ермекеевского районного Совета депутатов трудящихся.
В ряды Рабоче-крестьянской Красной Армии Александр Пикунов был призван Уфимским райвоенкоматом Башкирской АССР в декабре 1941 года и направлен в Уфимское пехотное училище, однако обучение не закончил. После Ржевско-Вяземской операции войска Калининского фронта нуждались в срочном пополнении, и в начале мая 1942 года Александр Степанович со своим курсом ушёл на фронт. Воевал наводчиком противотанкового ружья. 30 июля 1942 года в ходе Первой Ржевско-Сычёвской операции был тяжело ранен. После госпиталя А. С. Пикунов был направлен на Северо-Западный фронт, где служил пулемётчиком, затем разведчиком в разведроте.
В марте 1943 года Александра Степановича отозвали с фронта и направили в Сталинградское военное танковое училище, находившееся в эвакуации в Кургане. На фронт младший лейтенант А. С. Пикунов вернулся в июне 1944 года и был назначен командиром танка «Т-34» 2-го танкового батальона 91-й танковой бригады 3-й гвардейской танковой армии 1-го Украинского фронта. В его составе А. С. Пикунов участвовал в Висло-Одерской и Нижне-Силезской наступательной операциях. Особо отличился в ходе Берлинской стратегической операции. В боях за овладение городом Берлин в составе штурмовой группы танк члена ВЛКСМ младшего лейтенанта А. С. Пикунова неоднократно прорывал заграждения противника и преодолевал завалы. После ранения командира взвода младший лейтенант Пикунов принял командование взводом на себя. Под его руководством взвод захватил железнодорожную стацию Шарлоттенбург. В ходе боёв взводом были уничтожены 1 танк, 1 самоходная артиллерийская установка, 3 орудия, 3 зенитные установки, 2 бронетранспортёра и до 100 солдат и офицеров противника. В плен было взято около 2800 военнослужащих вермахта.
После взятия Берлина Александр Степанович участвовал в Пражской стратегической наступательной операции. Война для него закончилась 9 мая 1945 года в Праге. 27 июня 1945 года младшему лейтенанту Александру Степановичу Пикунову было присвоено звание Героя Советского Союза.
После войны Александр Степанович продолжил службу 91-й танковой бригаде, которая дислоцировалась в чешском городе Лиса-над-Лабем. В 1946 году он уволился в запас и вернулся в родные места. Работал в Уфе инструктором, затем секретарём райкома комсомола.
С 1949 года член ВКП(б), в 1952 году партия переименована в КПСС.
Окончил педагогический техникум, затем областную партийную школу. С 1959 года Александр Степанович работал инженером производственно-технического обучения исправительно трудовой колонии № 1, служил в уголовно-исполнительной системе и органах МВД Башкирской АССР. Перед выходом в отставку занимал должность начальника организационно-строевого отдела МВД Башкирской АССР. В 1978 году майор А. С. Пикунов в запасе. С 1979 года полковник внутренней службы Пикунов в отставке. Жил в Уфе. Будучи пенсионером, участвовал в работе Совета ветеранов органов внутренних дел и внутренних войск Республики Башкортостан. В 2000 году ему присвоено звание подполковник запаса.
14 января 2012 года Александр Степанович Пикунов скончался. Похоронен на Южном кладбище  города Уфы Республики Башкортостан Российской Федерации.

## Сочинения
Александр Степанович публиковал в газетах очерки о войне, фронтовые воспоминания.
Книги:
- Пикунов, А.С. Как злыдни на медведя ходили : Сказка в стихах. — Уфа, 2001. — 32 с. — ISBN 5-13-000052-8.
- Пикунов, А.С. Материнское благословение : фронтовые воспоминания. — Уфа: УфаПолиграф, 2002. — 184 с.
- Пикунов, А.С. Кирпичики Победы. (Фронтовые воспоминания). — Уфа: Китап, 2008. — 231 с. — ISBN 978-5-295-04597-4.
- Пикунов, А.С. Моя Берлинская танкоэпопея. — 2011.

## Награды
- Герой Советского Союза, 27 июня 1945 года[2][3][4]
  - Медаль «Золотая Звезда» № 6545;
  - Орден Ленина
- Орден Отечественной войны I степени, 1985 год;
- медали, в том числе:
- Медаль «За победу над Германией в Великой Отечественной войне 1941—1945 гг.»;
- Медаль «За взятие Берлина»;
- Медаль «За освобождение Праги».

## Память
- Именем Героя названы улицы в городе Уфе и в деревне Дорогино Уфимского района Республики Башкортостан Российской Федерации.
- Во дворе школы деревни Дорогино Уфимского района установлен памятный бюст Героя (ул. Звёздная, 43а).
- Мемориальная доска, г. Уфа, ул. Гоголя 56[5].
- Муниципальное общеобразовательное бюджетное учреждение средняя общеобразовательная школа имени Пикунова Александра Степановича д. Дорогино муниципальный район Уфимский район Республики Башкортостан.

## Документы
- Общедоступный электронный банк документов «Подвиг Народа в Великой Отечественной войне 1941—1945 гг.» Дата обращения: 5 апреля 2012. Архивировано из оригинала 13 марта 2012 года.

Герой Советского Союза. Дата обращения: 3 июня 2013. Архивировано 3 июня 2013 года.
Указ Президиума Верховного Совета СССР. Дата обращения: 3 июня 2013. Архивировано 3 июня 2013 года.
Список награждённых. Дата обращения: 3 июня 2013. Архивировано 3 июня 2013 года.